# Przedsionkowy peptyd natriuretyczny
Przedsionkowy peptyd natriuretyczny, peptyd natriuretyczny typu A, ANP (od ang. atrial natriuretic peptide lub A-type natriuretic peptide) – hormon peptydowy wytwarzany przez ściany przedsionka serca pod wpływem wysokiego stężenia jonów sodu, dużej ilości płynu pozakomórkowego lub dużej ilości krwi.
Peptyd ten hamuje resorpcję zwrotną jonów sodu i wody głównie w kanalikach zbiorczych nerki i prowadzi do ich zwiększonego wydalania z moczem. Wpływa również na rozszerzanie i zwężanie pewnych naczyń krwionośnych (tętniczek doprowadzających i odprowadzających kłębuszków nerkowych), co wpływa na szybkość filtrowania płynów w nerkach, a to powoduje przyspieszenie produkcji moczu. Hamuje on układ renina–angiotensyna–aldosteron, poprzez stymulację syntezy prostaglandyn, oraz zmniejsza wydzielanie hormonu antydiuretycznego – przeciwdziała więc mechanizmom nasilającym niewydolność krążenia. Jego rola jest jednak niewielka, gdyż liczba i wrażliwość receptorów jest zmniejszona – mechanizm regulacji w dół. Gen dla przedsionkowego peptydu natriuretycznego ma locus na 1p36.21.
Oznaczanie stężenia peptydów natriuretycznych w surowicy może być pomocne w diagnostyce niewydolności serca.